# 노노보리촌
노노보리촌(野登村)은 미에현 스즈카군에 있던 촌이다. 현재의 가메야마시의 북쪽 끝에 해당한다

## 역사
- 1889년 4월 1일 - 정촌제 시행에 의해 스즈카군 노노보리촌이 성립하였다.
- 1954년 10월 1일 - 가메야마정, 히루오촌,이다가와촌, 가와사키촌과 합병해 가메야마시가 성립하여, 동일 노노보리촌은 폐지되었다.

## 교통

### 도로
현재 구촌 지역에는 히가시메이한자동차도-신메이신고속도로의 가메야마 분기점이 있지만, 당시에는 미개통 상태였다. 

## 참고문헌
- 角川日本地名大辞典 24 三重県